# Giorgio Rocca
Pour les articles homonymes, voir Rocca.
 (décembre 2012).
Si vous disposez d'ouvrages ou d'articles de référence ou si vous connaissez des sites web de qualité traitant du thème abordé ici, merci de compléter l'article en donnant les références utiles à sa vérifiabilité et en les liant à la section « Notes et références ».
Giorgio Rocca, né le 6 août 1975 à Coire, en Suisse, est un skieur alpin italien, actif de 1993 à 2010. Espoir du ski italien, il a remporté une médaille de bronze aux Championnats du monde junior en 1994 en combiné. Il compte trois médailles aux Championnats du monde, toutes trois en bronze (en slalom en 2003 et 2005, et en combiné en 2005). Véritable spécialiste du slalom, Rocca fait ses débuts en Coupe du monde lors de la saison 1996, monte sur son premier podium en janvier 1999 et remporte sa première victoire en janvier 2003. C'est en slalom qu'il est monté sur 21 de ses 22 podiums dont 11 victoires ainsi que le petit globe de cristal en 2006. Il est l'Italien ayant connu le plus de succès en slalom après Alberto Tomba (35 victoires).

## Biographie
Fils d'un père italien et d'une mère suisse, Giorgio Rocca est né à Coire dans le canton des Grisons en Suisse mais a toujours vécu dans la province lombarde de Livigno.
Il est marié depuis 2002 et père de 3 enfants.

### Carrière
- Si vous ne connaissez pas le sujet, laissez ce bandeau (vous pouvez alors contacter les auteurs).
- Si vous supprimez le contenu mis en cause (vous pouvez préalablement contacter les auteurs),

argumentez précisément cette suppression dans la page de discussion
(un manque de référence n'est pas un argument ; une recherche réelle de référence doit avoir été effectuée, être formellement documentée).
Membre du club sportif des Carabinieri, Rocca commence sa carrière en Coupe du monde après trois années à concourir dans les circuits inférieurs, en 1996 lors d'un slalom géant disputé à Flachau à l'issue duquel, il se blesse gravement au genou droit. Cette blessure le tient longuement éloigné de la compétition. Il effectue son retour en Coupe du monde quasiment un an jour pour jour après en janvier 1997 après avoir refait quelques gammes en Coupe d'Europe. Après quelques échecs, il réussit à marquer ses premiers points 2 mois plus tard lors du slalom pré-olympique de Shigakogen grâce à une 23e place.
En 1997-1998, Rocca est plus souvent intégré en Coupe du monde et parvient à se faire petit à petit sa place dans un groupe technique italien dense.
Lors de la saison 1998-1999, l'Italien commence sa saison par une 14e place sur le slalom géant de Sölden. Un mois plus tard Rocca réussit son premier top 10 en coupe du monde lors du slalom d'Aspen ou il prend la 9e place. S'ensuit un mois de décembre, où il décroche deux top 10 à domicile (7e du slalom de Sestrières et 9e du géant d'Alta Badia). L'Italien recule sur la première quinzaine du mois de janvier (Abandons sur les 2 courses de Kranjska Gora, 16e du slalom de Schladming, 16e et 11e des géants de Flachau et d'Adelboden et 16e du slalom de Wengen) jusqu'à ce qu'au slalom de Kitzbühel il signe son premier podium en Coupe du monde, grâce à une 3e place à 7 centièmes de seconde du vainqueur Jure Kosir. Ses résultats lui permettent d'être sélectionné en géant et slalom pour les Championnats du monde 1999 à Vail. Il prend la 11e place du géant remporté par le norvégien Lasse Kjus. En slalom, Giorgio Rocca termine finalement à la 4e place à 8 centièmes de secondes de la 3e place et à 21 centièmes de secondes de la première place remportée par le finlandais Kalle Palander. 
Il recule dans la hiérarchie lors des deux saisons suivantes, notamment auteur de multiples sorties de pistes en slalom.
C'est lors de la saison 2001-2002, l'Italien revient dans le haut des classements dès le premier slalom de la saison disputé dans des conditions difficiles à Aspen, ou malgré un gros dossard Rocca prend la 2e place à 10 centièmes de secondes du jeune Croate Ivica Kostelić. Deux semaines plus tard Rocca confirme son retour en terminant 2e du slalom à domicile de Madonna di Campiglio, derrière l'Américain Bode Miller. Le mois suivant, il enchaînene avec des places d'honneur en slalom (6e à Kranjska Gora, 7e à Wengen, 4e à Kitzbühel), avant de découvrir les Jeux olympiques à Salt Lake City, où d'abord, Rocca termine 26e du géant. Sur le slalom, il part vite à la faute, se blessant légèrement au poignet. Il met alors fin à sa saison et finit 7e du classement du slalom.
Pour la saison 2002-2003, Rocca choisit de ne pas disputer de géants et de ne se concentrer que sur le slalom. Après un début de saison avec des résultats divers, dont une 2e du KO slalom de Sestrières derrière Ivica Kostelić, Rocca remporte un mois plus tard son premier succès en Coupe du monde à Wengen, devant le surprenant japonais dossard 65 Akira Sasaki et Ivica Kostelić. Après deux 2 échecs récents sur les slaloms autrichiens de janvier, il se présente aux Championnats du monde à Sankt Anton, où engagé sur le combiné, il s'illustre sur cette piste en remportant les 2 manches de slaloms, mais termine finalement huitième. Quatrième après la première manche du slalom mais proche du podium, Rocca parvient à gagner une place en seconde manche et finit médaillé de bronze derrière Ivica Kostelić et le suisse Silvan Zurbriggen. Ensuite, Rocca finit la saison sur 2 podiums dans la tournée asiatique (2e à Yongpyong derrière Palander et 3e à Shigakogen derrière Palander et Rainer Schönfelder) ainsi que la 2e victoire de sa carrière lors du slalom des finales à Lillehammer devançant Palander et Manfred Pranger. Il finit la saison au 4e rang du classement du slalom.
En 2003-2004, Rocca commence la saison en slalom  par une 4e place à Park City, puis 2 podiums à Madonna di Campiglio (2e derrière Kostelić) et à Flachau (3e derrière Palander et Pranger) mais surtout remporte sa 3e victoire à Chamonix, devant le local Pierrick Bourgeat et Miller le positionnant à la 1re place du classement du slalom avant les classiques du mois de janvier. En fin de saison, ses meilleurs résultats sont (8e à Adelboden, 7e à Sankt Anton et 9e à Kranjska Gora et il rétrograde finalement à la 4e place du classement du slalom.
En 2004-2005, Giorgio Rocca empile 4 podiums en Coupe du monde, dont 3 victoires (Flachau devant Schönfelder et Alois Vogl, Chamonix devant Benjamin Raich et Markus Larsson et Kranjska Gora devant Andre Myhrer et Raich) mais son irrégularité (24e à Sestrières, abandon à Wengen et Kitzbühel, 21e à Schladming, 15e à Lenzerheide) le fait reculer de nouveau au 4e rang de la discipline. Rocca est engagé à la mi saison pour les Championnats du monde à Bormio en combiné et slalom, pour remporter la médaille de bronze en combiné derrière Raich et Aksel Lund Svindal mais aussi en slalom derrière encore Raich et Schönfelder, malgré une moins bonne deuxième manche.
2005-2006 correspond au meilleur hiver de Giorgio Rocca. En perspective des Jeux olympiques de Turin à domicile, il est imbattu en début de saison, dominant les 5 premiers slaloms (Beaver Creek devant Stephane Tissot et Ted Ligety, Madonna di Campiglio devant Raich et Palander, Kranjska Gora devant Thomas Grandi et Ligety, Adelboden devant Ligety et Raich et Wengen devant Palander et Vogl). Seul son illustre compatriote Alberto Tomba a fait mieux avec 7 victoires consécutives. Cette série prend fin sur des sorties lors des slaloms autrichiens juste avant les Jeux olympiques. Deux semaines plus tard, Giorgio Rocca a le privilège de prononcer le serment olympique des athlètes lors de la cérémonie d'ouverture des Jeux olympiques à Turin. Engagé en combiné et en slalom, Rocca doit compiler avec la pression mise par les médias et l'opinion publique. Il termine 5e d'un combiné dominé par le jeune américain Ligety à seulement 4 centièmes de la 3e place. En slalom, il s'élance dossard 1, après un départ correct son ski gauche part en vissage et éjecte l'Italien en dehors du tracé à l'entrée du mur final le laissant pantois de longues minutes à suivre d'un regard triste les autres slalomeurs. Par la suite, Rocca finit sa saison sans obtenir de résultat sur le podium, déjà assuré du globe du slalom.
La saison 2007 démarre pour l'Italien avec un podium à Levi (derrière Raich et Larsson), puis parvient enchaîner des places d'honneur en slalom (4e à Alta Badia, 6e à Adelboden et 5e à Schladming), avant de prendre part aux Championnats du monde à Åre, où il se blesse aux adducteurs en sortant lors de la première manche du slalom dominé par Matt. Cette blessure l'oblige à mettre un terme à sa saison qu'il finit au 13e rang du classement du slalom.
L'Italien effectue son retour sur les skis la saison suivante lors du slalom de Reiteralm (abandon). Rocca, moins performant, voit pointer une nouvelle génération de skieurs talentueux comme Jean-Baptiste Grange, Jens Byggmark ou encore Felix Neureuther. Il termine la saison au 13e rang du classement du slalom.
2009, le voit renouer à 34 ans avec les joies du podium lors du slalom de Garmisch, qu'il termine 2e derrière son compatriote Manfred Moelgg. Il honore sa sélection aux Championnats du monde à Val d'Isère, qui sont les derniers de la carrière de Rocca qui a annoncé en début de saison qu'il mettrait un terme immédiat à sa carrière la saison suivante à l'issue des Jeux olympiques d'hiver de 2010 à Vancouver, dernier grand objectif de l'Italien. Sur une face de Bellevarde très sélective, Rocca ne parvient pas à finir la première manche à cause d'une faute d'intérieur sur le haut du tracé et finit la saison par deux sorties de piste lors des slaloms Kranjska Gora et d'Åre. Il finit la saison à la 12e place du classement du slalom.
En 2010, après un bon début de saison marqué par deux top 10 (8e à Levi et Alta Badia), Rocca annonce le 9 janvier 2010 sa retraite sportive après une nouvelle blessure aux adducteurs pendant l'entraînement du slalom d'Adelboden, qui le prive de Jeux olympiques.

## Palmarès

### Jeux olympiques
Giorgio Rocca a participé à deux reprises aux Jeux olympiques en 2002 et 2006. Ses plus grandes chances de médailles sont en slalom. Outsider en 2002, il part à la faute en première manche. Favori en 2006 à Turin, il réédite la même performance, tandis qu'il est cinquième en combiné.
| Épreuve / Édition      | Descente | Super G | Slalom géant | Slalom  | Combiné |
| JO 2002 Salt Lake City | —        | —       | 26e          | Abandon | —       |
| JO 2006 Turin          | —        | —       | —            | Abandon | 5e      |

Légende :
- — : Giorgio Rocca n'a pas participé à cette épreuve

### Championnats du monde
Giorgio Rocca a remporté trois médailles lors des Championnats du monde, les trois du même métal. En 2003, il ouvre son palmarès avec une médaille de bronze en slalom. En 2005, il obtient de nouveau le bronze mais en combiné cette fois-ci puis réédite en slalom la même performance qu'en 2003. En 2007, une blessure en première manche du slalom l'oblige à mettre un terme à sa saison.
| Épreuve / Édition          | Descente | Super G | Slalom géant | Slalom                    | Combiné                   |
| Mondiaux 1999 Vail         | —        | —       | 11e          | 4e                        | —                         |
| Mondiaux 2001 Sankt-Anton  | —        | —       | —            | 15e                       | —                         |
| Mondiaux 2003 Saint-Moritz | —        | —       | —            | Médaille de bronze, monde | 8e                        |
| Mondiaux 2005 Bormio       | —        | —       | —            | Médaille de bronze, monde | Médaille de bronze, monde |
| Mondiaux 2007 Åre          | —        | —       | —            | Abandon                   | —                         |
| Mondiaux 2009 Val d'Isère  | —        | —       | —            | Abandon                   | —                         |

Légende :
- : troisième place, médaille de bronze
- — : Giorgio Rocca n'a pas participé à cette épreuve

### Coupe du monde
- Meilleur classement général : 13e en 2006.
- 1 petit globe de cristal :
  - Vainqueur du classement du slalom en 2006.
- 22 podiums, dont 11 victoires.

#### Détail des victoires
Toutes les victoires de Giorgio Rocca sont en slalom. Sa première victoire intervient le 19 janvier 2003 à Wengen. Au long de sa carrière, ce sont onze victoires qu'il collectionne, faisant de lui le deuxième Italien le plus performant en slalom derrière Alberto Tomba. Lors de la saison 2005, il remporte cinq slaloms d'affilée, lui permettant de remporter le petit globe de cristal de la discipline.
| Saison / Épreuve | Descente | Super G | Slalom géant | Slalom                                                           | Combiné | Total |
| 2002-03          |          |         |              | Wengen Lillehammer                                               |         | 2     |
| 2003-04          |          |         |              | Chamonix                                                         |         | 1     |
| 2004-05          |          |         |              | Flachau Chamonix Kranjska Gora                                   |         | 3     |
| 2005-06          |          |         |              | Beaver Creek Madonna di Campiglio Kranjska Gora Adelboden Wengen |         | 5     |
| Total            | 0        | 0       | 0            | 11                                                               | 0       | 11    |

#### Classements en Coupe du monde
Rocca compte 167 départs en Coupe du monde entre 1996 et 2010. Il marque ses premiers points lors de la saison 1997 lors d'un slalom à Shigakogen. Il compte 22 podiums dont 11 victoires. 22 de ses podiums sont en slalom et un en combiné. Son meilleur classement au général est une 13e place en 2006, saison où il remporte son unique globe de cristal de slalom (succédant entre autres à ses compatriotes Gustav Thöni et Alberto Tomba).
| Saison / Épreuve | Saison / Épreuve | Général | Général | Descente | Descente | Super G | Super G | Slalom géant | Slalom géant | Slalom | Slalom | Combiné | Combiné |
| ---------------- | ---------------- | ------- | ------- | -------- | -------- | ------- | ------- | ------------ | ------------ | ------ | ------ | ------- | ------- |
| Saison / Épreuve | Saison / Épreuve | Class.  | Points  | Class.   | Points   | Class.  | Points  | Class.       | Points       | Class. | Points | Class.  | Points  |
| 1997             | 1997             | 126e    | 8       | -        | -        | -       | -       | -            | -            | 54e    | 8      | -       | -       |
| 1998             | 1998             | 133e    | 5       | -        | -        | -       | -       | 51e          | 54           | -      | -      | -       | -       |
| 1999             | 1999             | 28e     | 269     | -        | -        | -       | -       | 17e          | 114          | 13e    | 155    | -       | -       |
| 2000             | 2000             | 64e     | 99      | -        | -        | -       | -       | 37e          | 29           | 33e    | 70     | -       | -       |
| 2001             | 2001             | 79e     | 58      | -        | -        | -       | -       | -            | -            | 29e    | 58     | -       | -       |
| 2002             | 2002             | 30e     | 286     | -        | -        | -       | -       | -            | -            | 7e     | 286    | -       | -       |
| 2003             | 2003             | 21e     | 438     | -        | -        | -       | -       | -            | -            | 4e     | 438    | -       | -       |
| 2004             | 2004             | 17e     | 452     | -        | -        | -       | -       | 38e          | 23           | 4e     | 429    | -       | -       |
| 2005             | 2005             | 18e     | 402     | -        | -        | -       | -       | 50e          | 12           | 4e     | 390    | -       | -       |
| 2006             | 2006             | 13e     | 597     | -        | -        | -       | -       | 29e          | 50           | 1er    | 547    | -       | -       |
| 2007             | 2007             | 37e     | 244     | -        | -        | -       | -       | 34e          | 20           | 11e    | 213    | 39e     | 11      |
| 2008             | 2008             | 47e     | 196     | -        | -        | -       | -       | -            | -            | 13e    | 196    | -       | -       |
| 2009             | 2009             | 38e     | 210     | -        | -        | -       | -       | -            | -            | 12e    | 210    | -       | -       |
| 2010             | 2010             | 80e     | 64      | -        | -        | -       | -       | -            | -            | 26e    | 64     | -       | -       |

### Championnats du monde junior
| Épreuve / Édition         | Descente | Super G | Slalom géant | Slalom | Combiné            |
| Mondiaux 1993 Colere      | -        | -       | -            | 6e     | -                  |
| Mondiaux 1994 Lake Placid | 9e       | 33e     | 18e          | 9e     | Médaille de bronze |